# Ace cafe

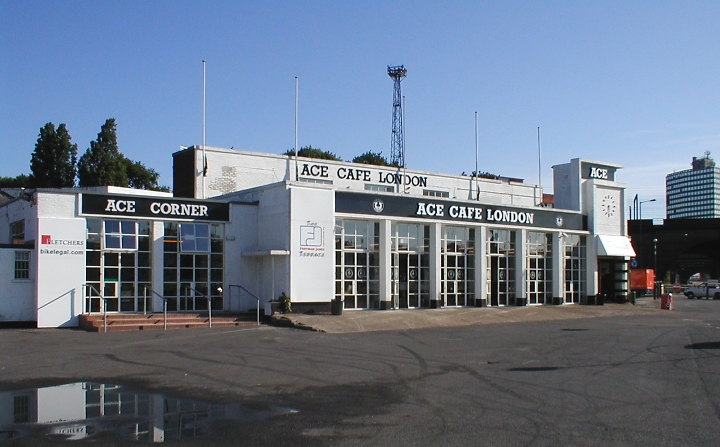
L'Ace Cafe nel 2004

L'Ace cafe è un locale pubblico di Londra.

## Storia
Nasce nel 1938 sulla London North Circular (la tangenziale nord londinese) come punto di ristoro per i trasportatori. Durante la seconda guerra mondiale viene distrutto in un bombardamento.
Ricostruito nel 1949 il locale acquista ampia fama negli anni sessanta durante l'epoca d'oro dei Leatherboys, ovvero i Rockers e delle moto Café racer. Aperto 24 ore al giorno venne scelto come punto di ritrovo dei giovani appassionati
di motociclismo di Londra e dintorni che ivi si davano appuntamento raggiungendolo 
facilmente con le loro motociclette, e scorrazzando sull'ampia
arteria stradale. 
Nel 1962 viene scelto dal regista Sydney J.Furie come location principale del suo film
The Leatherboys, ambientato in quell'ambito.
Il locale chiude nel 1969, diventa un magazzino commerciale, ma rinasce, completamente rinnovato, nel 1997.
In seguito la municipalità locale lo dichiara ufficialmente luogo di interesse
storico locale.